# Ali Murtopo
Ali Murtopo (indonesische Schreibweise: Moertopo; * 23. September 1924 in Blora, Zentraljava; † 15. Mai 1984 in Jakarta) war ein indonesischer General und eine wichtige politische Figur während der ersten Hälfte der Regierungszeit Suhartos.
Alis politischer Einfluss stieg mit der Machtübernahme Suhartos im Jahr 1967. Infolgedessen wurde Ali stellvertretender Chef des indonesischen Militärgeheimdiensts Bakin.  Sein Einfluss ist vor allen Dingen seiner Mitgliedschaft in Suhartos engerem Beraterkreis geschuldet, dem so genannten Aspri, und seiner Funktion als Anführer des Opsus, einer Spezialeinheit des Geheimdienstes, über die nur noch Suharto stand.
Unter anderem war Murtopo an der „Operation Komodo“ (indonesisch Operasi Komodo nach dem Komodowaran) beteiligt, mit deren Propaganda die beiden großen Parteien in der Kolonie Portugiesisch-Timor im August 1975 zum Bürgerkrieg getrieben wurden, was letztlich Indonesien für den Einmarsch und Annexion als Vorwand diente.